# Grand Prix de Ouest-France 1931
Il Grand Prix de Ouest-France 1931, prima edizione della corsa, si svolse il 1 settembre 1931 su un percorso di 110 km, con partenza e arrivo a Plouay., Fu vinto dal francese François Favé della   davanti ai connazionali Pierre Le Doaré e al francese André Godinat.

## Ordine d'arrivo (Top 10)
| Pos. | Corridore       | Tempo  |
| ---- | --------------- | ------ |
| 1    | François Favé   | -      |
| 2    | Pierre Le Doaré | a 3'13 |
| 3    | André Godinat   | s.t.   |
| 4    | Aristide Drouet | s.t.   |
| 5    | Jean Briens     | s.t.   |
| 6    | Paul Keravec    | s.t.   |
| 7    | Roger Gautho    | 5'02   |
| 8    | Francis Chauvin | s.t.   |
| 9    | Pierre Saliou   | s.t.   |
| 10   | Jean Keriel     | s.t.   |